# Secuoya Content Group
Secuoya Content Group, cuya razón social es Secuoya, Grupo de Comunicación, S.A. es una empresa española dedicada a la prestación de servicios audiovisuales, creación y producción de contenidos y comunicación y marketing. Fue fundada en 2007. Su sede está en Granada.

## Historia
Secuoya Content Group se constituyó el 11 de noviembre de 2007. Su fundador y primer administrador único fue Raúl Berdonés García, uno de los socios fundadores y accionistas mayoritarios del Secuoya Content Group. El objeto social de la prestación de servicios de comunicación audiovisual, televisiva, entre los que se incluyen la producción de contenidos audiovisuales.
En 2010, la empresa amplió su capital social a 100.919,68 euros. También cambió su estructura de gobierno y pasó a tener un consejo de administración compuesto por siete consejeros, entre los que se encontraban Raúl Berdonés García, presidente ejecutivo y accionista mayoritario, y Mariano Moreno Hernández, vicepresidente y consejero delegado. Ambos son los fundadores y socios principales del Grupo Secuoya.

## Actividad
Secuoya Content Group se dedica a la prestación de servicios audiovisuales, creación y producción de contenidos y comunicación y marketing.
Secuoya Content Group ha participado en diversos proyectos audiovisuales, como la producción de programas de televisión, documentales, series, películas, spots publicitarios, etc. Algunos ejemplos son: El pueblo, La caza, La línea invisible, El desafío: ETA, El nudo, HIT, La cocinera de Castamar, La templanza, El internado: Las Cumbres, etc.